# Comitatul Adams, Illinois
Comitatul Adams, conform originalului din engleză, Adams County, este unul din cele 102 comitate ale statului american Illinois. Sediul comitatului, care a fost înființat în 1825 din Pike County, este orașul Quincy⁠(d), care este totodată și cea mai populată localitate din comitat. GR6 A fost numit în onoarea celui de-al șaselea președinte american, John Quincy Adams.
Adams County este parte a zonei micropolitane statistice Quincy, IL - MO, cunoscută sub numele de Quincy micropolitan area⁠(d).

## Geografie
Conform U.S. Census Bureau, comitatul are o arie totală de 2257 km², din care 2,219 km² sunt uscat și 38 km² (1,68%) ape.

### Comitate adiacente
- Comitatul Hancock, statul Illinois - nord
- Comitatul Brown, Illinois - est
- Comitatul Schuyler, Illinois - est
- Comitatul Pike, Illinois - sud
- Comitatul Marion, statul Missouri - vest
- Comitatul Lewis, Missouri - vest

### Drumuri importante
- Interstate 172⁠(d)
- U.S. Route 24⁠(d)
- U.S. Route 36⁠(d)
- Illinois Route 57⁠(d)
- Illinois Route 61⁠(d)
- Illinois Route 94⁠(d)
- Illinois Route 96⁠(d)
- Illinois Route 104⁠(d)
- Illinois Route 336⁠(d)

### Zone protejate național
- Great River National Wildlife Refuge⁠(d) (parțial)

## Demografie

2000 Census Age Pyramid for Adams County.

Evoluția dinamicii populației comitatului în decurs de un secol, dată de unsprezece recensăminte efectuate de United States Census Bureau.
| 1900   | 1910   | 1920   | 1930   | 1940   | 1950   | 1960   | 1970   | 1980   | 1990   | 2000   |
| ------ | ------ | ------ | ------ | ------ | ------ | ------ | ------ | ------ | ------ | ------ |
| 67.058 | 64.588 | 62.188 | 62.784 | 65.229 | 64.690 | 68.467 | 70.861 | 71.622 | 66.090 | 68.277 |

La recensământul din 2000, erau 68.277 de locuitori, 26.860 de gospodării și 17.996 de familii în comitat. Densitatea populației era de 31/km². Existau 29.386 de locuințe, cu o densitate medie de 13/km².
|  | Graficele sunt indisponibile din cauza unor probleme tehnice. Mai multe informații se găsesc la Phabricator și la wiki-ul MediaWiki. |

Date: Wikidata - grafică realizată de Wikipedia

## Politică, alegeri
Comitatul Adams, poziționat într-o zonă predominant rurală a statului Illinois este izolat cultural⁠(d) de alte regiuni ale statului, și deci mai conservator decât majoritatea comitatelor din stat. Quincy, reședința de comitat, deține un număr mare de catolici conservatori social  și acolo se află și campusul Universității Quincy⁠(d), un colegiu privat⁠(d) catolic de arte liberale, și Western Catholic Union.
La alegerile prezidențiale din 2008, comitatul l-a susținut pe candidatul republican John McCain 61-38% împotriva candidatului localnic din stat⁠(d), Barack Obama.

| Year    | Democrat                                | Republican                         | Terț                |
| ------- | --------------------------------------- | ---------------------------------- | ------------------- |
| 2008    | (W)(I) Obama/Biden 38.6% 11,794         | McCain/Palin 60.6% 18,711          |                     |
| 2004⁠(d) | (I) Kerry/Edwards 33% 10,511            | (W) G.W. Bush/Cheney 66% 20,834    |                     |
| 2000    | (I) Gore/Lieberman 40.5% 12,197         | (W) G.W. Bush/Cheney 57.6% 17,331  | Nader 1.2% 371      |
| 1996⁠(d) | (W)(I) Clinton/Gore 39.9% 11,336        | Dole/Kemp 48.7% 13,836             | Perot 10.8% 3,069   |
| 1992⁠(d) | (W)(I) Clinton/Gore 37.2% 11,748        | G. Bush/Quayle 42.8% 13,529        | Perot 19.5% 6,157   |
| 1988⁠(d) | Dukakis/Bentsen 46.3% 13,768            | (W)(I) G. Bush/Quayle 53.3% 15,831 |                     |
| 1984⁠(d) | Mondale/Ferraro 33.7% 10,336            | (W)(I) Reagan/Mondale 66.0% 20,225 |                     |
| 1980⁠(d) | Carter/Mondale 33.2% 10,606             | (W)(I) Reagan/G. Bush 62.2% 19,842 | Anderson 3.8% 1,202 |
| 1976⁠(d) | (W) Carter/Mondale 39.1% 11,926         | (I) Ford/Dole 59.7% 18,189         |                     |
| 1972⁠(d) | McGovern/Shriver 30.3% 9,055            | (W)(I) Nixon/Agnew 69.5% 20,731    |                     |
| 1968⁠(d) | Humphrey/Muskie 35.9% 11,521            | (W)(I) Nixon/Agnew 54.3% 17,444    | Wallace 9.7% 3,115  |
| 1964⁠(d) | (W)(I) L. Johnson/Humphrey 56.7% 18,321 | Goldwater/Miller 43.3% 13,993      |                     |
| 1960    | (W)(I) Kennedy/L. Johnson 44.2% 14,827  | Nixon/Lodge 55.7% 18,674           |                     |

## Localități și comunități

### Oraș
- Quincy⁠(d) - sediul comitatului și unicul oraș

### Sate
- Camp Point⁠(d)
- Clayton⁠(d)
- Coatsburg⁠(d)
- Columbus⁠(d)
- Golden⁠(d)
- La Prairie⁠(d)
- Liberty⁠(d)
- Lima⁠(d)
- Loraine⁠(d)
- Mendon⁠(d)
- Payson⁠(d)
- Plainville⁠(d)
- Ursa⁠(d)

### Localități neîncorporate
- Beverly⁠(d)
- Bigneck⁠(d)
- Burton⁠(d)
- Fall Creek⁠(d)
- Fowler⁠(d)
- Hickory Grove⁠(d)
- Kellerville⁠(d)
- Kingston⁠(d) (2 sate din statul Illinois au acest nume)
- Marblehead⁠(d)
- Marcelline⁠(d)
- Meyer⁠(d)
- North Quincy⁠(d)
- Paloma⁠(d)
- Richfield⁠(d)

## Districte (Townships)
Township este o diviziune administrativă din țările de limbă engleză ce corespunde cu subdiviziunea administrativă a plășilor din România interbelicăși care ar putea fi tradus adecvat ca district.
Comitatul Adams este divizat în douăzeci și trei de astfel de unități administrative.
| - Beverly⁠(d) - Burton⁠(d) - Camp Point⁠(d) - Clayton⁠(d) - Columbus⁠(d) | - Concord⁠(d) - Ellington⁠(d) - Fall Creek⁠(d) - Gilmer⁠(d) - Honey Creek⁠(d) | - Houston⁠(d) - Keene⁠(d) - Liberty⁠(d) - Lima⁠(d) - McKee⁠(d) | - Melrose⁠(d) - Mendon⁠(d) - Northeast⁠(d) - Payson⁠(d) - Quincy⁠(d) | - Richfield⁠(d) - Riverside⁠(d) - Ursa⁠(d) |

## Atracții turistice
- Adams County Fair
- Bayview Bridge⁠(d) http://en.wikipedia.org/wiki/Bayview_Bridge
- Burton Cave  Arhivat în 8 martie 2010, la Wayback Machine.
- Fall Creek Scenic Park
- Golden Windmill
- John Wood Mansion⁠(d)  Arhivat în 8 iulie 2009, la Wayback Machine.
- Mississippi Valley Council⁠(d)  Arhivat în 11 iunie 2009, la Wayback Machine.
- Siloam Springs State Park⁠(d)  Arhivat în 25 aprilie 2007, la Wayback Machine.
- Spirit Knob Winery
- Villa Katharine
- Wavering Park  Arhivat în 8 iulie 2009, la Wayback Machine.

## Educație

### Districte școlare unificate
- Central Community Unit School District 3
- Liberty Community Unit School District 2  Arhivat în 12 aprilie 2010, la Wayback Machine.
- Mendon Community Unit School District 4  Arhivat în 23 aprilie 2008, la Wayback Machine.
- Payson Community Unit School District 1
- Quincy School District 172  Arhivat în 4 iunie 2009, la Wayback Machine.

### Școli private
- Blessed Sacrament Catholic School
- Chaddock School
- Quincy Christian School
- Quincy Notre Dame High School
- Saint Dominic Catholic School
- Saint Francis Solanus Catholic School
- Saint James Lutheran School  Arhivat în 3 august 2009, la Wayback Machine.
- Saint Peter Catholic School

### Colegii și universități
- Blessing-Rieman College of Nursing
- John Wood Community College
- Quincy University⁠(d)